# Alan Osório da Costa Silva
Alan Osório da Costa Silva (Rio de Janeiro, 19 de setembro de 1979), ou simplesmente Alan é um ex-futebolista luso-brasileiro, que atuava como extremo-direito e médio ofensivo.

## Carreira

### Sporting Clube de Braga
Pendurou as botas a 21 de junho de 2017 dizendo adeus ao SC Braga e ao futebol aos 37 anos. Representou o seu derradeiro clube durante 9 épocas, sendo capitão de equipa em 6 delas.
Alan caraterizava-se pela sua técnica inata que podia desequilibrar um jogo a qualquer momento, com uma visão de jogo acima da média, sendo que em tempos se notabilizou também pela sua velocidade e capacidade de aceleração.
É considerado um símbolo do clube tendo estado nas maiores conquistas e feitos do clube na era moderna.
Em Dezembro de 2015, Alan atingiu os 300 jogos com a camisola do SC Braga, tendo 270 deles sido como titular. Realizou 230 jogos no campeonato, 45 na Liga Europa, 18 na Liga dos Campeões, 28 na Taça de Portugal e 26 na Taça da Liga. Este feito fez com que marcasse ainda mais a história do clube, tornando-se no jogador que mais vezes envergou a camisola dos Guerreiros do Minho.
Marcou 55 golos e é quinto melhor marcador de sempre do clube, apenas ultrapassado por Barroso, Mário, Karoglan e Chico Gordo (74).
Alan no seu total pelo clube alcançou 176 vitórias, 76 empates e 95 derrotas. O brasileiro apontou 55 golos, viu 34 cartões amarelos e foi expulso por uma ocasião.
Foi na condição de capitão que ergueu dois títulos pelo Sporting Clube de Braga, a Taça da Liga em 2013 e a Taça de Portugal em 2016, tendo também vencido a Taça Intertoto.
Após se retirar dos relvados manteve-se na direção de António Salvador, com quem sempre manteve uma boa relação, na função de diretor de Relações Institucionais.

## Títulos
FC Porto
- Superliga: 2005–06, 2006–07
- Taça de Portugal: 2005–06
- Supertaça Cândido de Oliveira: 2005–06

SC Braga
- Taça Intertoto: 2008–09
- Taça da Liga: 2012–13
- Taça de Portugal: 2015–16